# Uppsala stad
Denna artikel handlar om den tidigare kommunen Uppsala stad. För orten se Uppsala, för dagens kommun, se Uppsala kommun.
Uppsala stad var en stad och kommun i Uppsala län. 

## Administrativ historik
Ärkebiskopssätet flyttade hit på 1280-talet. Handlingar, som mera eller mindre direkt angår dess privilegier, finns ända från början av 1300-talet, egentliga stadfästelser på privilegierna från 1497 som uppstad. Redan på 1100-talet fanns här en köpstad. Myntning påbörjas i staden omkring 1200.
Uppsala stad inrättades som kommun, enligt Förordning om kommunalstyrelse i stad (SFS 1862:14) den 1 januari 1863, då Sveriges kommunsystem infördes.
Den 1 januari 1947 (enligt beslut den 29 mars 1946) inkorporerades huvuddelarna av två kommuner i Uppsala stad: Bondkyrka landskommun med 6 159 invånare och omfattande en areal av 39,52 km² varav 38,73 km² land samt Gamla Uppsala landskommun med 1 989 invånare och omfattande en areal av 20,54 km² varav 20,45 km² land. Tre områden av Bondkyrka landskommun, omfattande en areal av 0,21 km² (varav allt land), inkorporerades inte i Uppsala stad utan överfördes till andra kommuner. Två områden av Gamla Uppsala landskommun inkorporerades inte heller i staden, utan överfördes istället till två andra kommuner. Det ena området hade 4 invånare och omfattade en areal av 3,31 km² (varav allt land) och överfördes till Bälinge landskommun. Det andra området, som hade 169 invånare och bestod av byarna Fullerö, Ekeby och Stjärnö, omfattade en areal av 11,61 km² (varav 11,35 km² land) och överfördes till Ärentuna landskommun.
1 januari 1959 överfördes till staden och Heliga Trefaldighets församling från Vaksala landskommun och Danmarks församling ett obebott område omfattande en areal av 0,14 km², varav 0,13 km² land. I motsatt riktning (från staden till Vaksala landskommun) överfördes ett obebott område omfattande en areal av 0,11 km², varav 0,10 km² land.
Den 1 januari 1967 inkorporerades Vaksala landskommun och Södra Hagunda landskommun.
I samband med kommunreformen den 1 januari 1971 ombildades staden till Uppsala kommun.

### Judiciell tillhörighet
Staden hade egen jurisdiktion fram till tingsrättsreformen 1971 då Uppsala rådhusrätt omvandlades till tingsrätter, i detta fall Uppsala tingsrätt. 1965 förstatligades stadens rådhusrätt.

### Kyrklig tillhörighet
Staden hörde i kyrkligt hänseende till Uppsala församling som 1961 namnändrades till Uppsala domkyrkoförsamling. 1 januari 1947 tillfördes församlingarna Heliga Trefaldighet och Gamla Uppsala. 1 januari 1967 tillfördes 9 församlingar: Från den inkorporerade Södra Hagunda landskommun tillfördes församlingarna Balingsta, Dalby, Hagby, Ramsta, Uppsala-Näs och Västeråker och från den inkorporerade Vaksala landskommun Danmarks, Funbo och Vaksala församlingar.

### Sockenkod
För registrerade fornfynd med mera så återfinns staden inom ett område definierat av sockenkod 0282 som motsvarar den omfattning staden hade kring 1950, vilket då också inkluderar Bondkyrka socken och Gamla Uppsala socken.

## Stadsvapnet
Blasonering: I blått fält ett gående utåtseende, krönt lejon (leopard) av guld med röd beväring, därest dylik skall användas.
Uppsalas lejon uppträder första gången som sigill på 1700-talet. Det fastställdes som vapen år 1943. 

## Geografi
Uppsala stad omfattade den 1 januari 1952 en areal av 93,26 km², varav 91,95 km² land. Efter nymätningar och arealberäkningar färdiga den 1 januari 1956 omfattade landskommunen den 1 januari 1961 en areal av 99,08 km², varav 98,13 km² land.

### Tätorter i kommunen 1960
| Tätort        | Folkmängd |
| ------------- | --------- |
| Uppsala       | 72 972    |
| Sunnersta     | 1 501     |
| Gamla Uppsala | 1 240     |
| Berthåga      | 300       |

Tätortsgraden i staden var den 1 november 1960 98,2 procent.

## Politik

### Mandatfördelning i Uppsala stad, valen 1919–1966
| 18 | 8 | 19 |

| 39 |

| 16 | 7 | 22 |

| 41 |

|  | 15 | 5 | 24 |

| 39 |

|  | 17 | 3 | 4 | 20 |

| 42 |

| 20 | 2 | 3 | 4 | 16 |

| 41 |

| 18 | 4 | 7 | 16 |

| 41 |

| 22 | 2 | 8 | 13 |

| 38 | 7 |

| 24 | 8 | 13 |

| 37 | 8 |

| 6 | 27 | 15 | 12 |

| 47 | 13 |

| 31 | 19 | 10 |

| 48 | 12 |

|  | 29 | 17 | 13 |

| 48 | 12 |

| 30 | 3 | 12 | 15 |

| 47 | 13 |

| 31 | 3 | 14 | 12 |

| 50 | 10 |

| 3 | 24 | 6 | 15 | 12 |

| 50 | 10 |